# Mikołaj Orłowski
Mikołaj Orłowski herbu Junosza (zm. 1549) – rotmistrz obrony potocznej, podkomorzy łęczycki.

## Życiorys
Pochodził ze szlacheckiej rodziny Orłowskich herbu Junosza. Był dworzaninem królewskim. Należał do stronników i współpracowników Jana Tarnowskiego, służbę u hetmana rozpoczął w 1522. Osiedlił się na Rusi, posiadał tam duży majątek (9 wsi). W latach 1526–1531 był rotmistrzem jazdy obrony potocznej. W 1531 wziął udział w odwetowej wyprawie hetmana Jana Tarnowskiego na Pokucie, przeciw hospodarowi mołdawskiemu Rareszowi. W tej kampanii dowodził 250-konną chorągwią jazdy, jego poczet rotmistrzowski liczył 21 jeźdźców. Walczył w bitwie pod Obertynem (22 sierpnia 1531). Jego chorągiew wchodziła w skład hufu walnego, który przeprowadził rozstrzygającą szarżę na wojska mołdawskie. 
Przed 1541 został marszałkiem  dworu hetmańskiego w Tarnowie. Po 1546 otrzymał nominację na podkomorzego łęczyckiego. W dniu 22 czerwca 1549 r. Zygmunt August nadał podkomorstwo Stanisławowi Lasockiemu, opróżnione po śmierci Mikołaja Orłowskiego.
Zmarł w 1549, został pochowany w kolegiacie w Sandomierzu. Hetman Tarnowski ufundował swemu bliskiemu współpracownikowi i stronnikowi nagrobek i marmurowy posąg. Zmarły został przedstawiony zgodnie z renesansową konwencją jako śpiący, w pełnej zbroi płytowej, żłobkowanej, ale z odsłoniętą głową, wspartą na prawej ręce. W lewej dłoni trzyma rękojeść obnażonego miecza. W górnym rogu płyty został wyobrażony rycerski hełm z przyłbicą. Na nagrobku widnieje napis w języku łacińskim:

https://polona.pl/item/monumenta-sarmatarum-viam-universae-carnis-ingressorum,MTIwMzEzNDI/687/#item

{{Cytat}} Gołe linki: "treść".